# Radomír Müller
Radomír Müller (* 17. listopadu 1981) je bývalý český fotbalista, útočník.

## Fotbalová kariéra
V české lize hrál za SFC Opava. Nastoupil ve 1 ligovém utkání. V nižších soutěžích hrál i za FC MSA Dolní Benešov, 1. HFK Olomouc, FC MUS Most, FK Třinec a FC Hradec nad Moravicí.

## Ligová bilance
| Ročník                                   | Zápasy | Góly | Klub           |
| ---------------------------------------- | ------ | ---- | -------------- |
| Gambrinus liga 1999/2000                 | 1      | 0    | SFC Opava      |
| 2. česká fotbalová liga 2001/2002        | 2      | 0    | 1. HFK Olomouc |
| 2. česká fotbalová liga 2002/2003        | 2      | 0    | FC MUS Most    |
| Moravskoslezská fotbalová liga 2003/2004 | 28     | 4    | FK Třinec      |
| Moravskoslezská fotbalová liga 2004/2005 | 8      | 0    | FK Třinec      |
| 2. česká fotbalová liga 2006/2007        | 4      | 0    | SFC Opava      |
| CELKEM 1. česká liga                     | 1      | 0    |                |